# Solomon Volkov
Solomon Moisejevitj Volkov, född 17 april 1944 i Uroteppa, Tadzjikiska SSR, är en rysk-amerikansk musikolog. Vän från 1960 till tonsättaren Dmitrij Sjostakovitj. Redigerade den omstridda boken  Vittnesmål – Sjostakovitjs memoarer (1979), grundad på diskussioner med tonsättaren på dennes ålders höst. Emigrerade till USA i 1976.